# Batara de Chapman
Thamnophilus zarumae
Espèce
Statut de conservation UICN

 LC  : Préoccupation mineure
Le Batara de Chapman est une espèce d'oiseau présente en Amérique du Sud : Équateur et Pérou. Son nom est tiré de son premier descripteur Frank Michler Chapman (1864-1945). Cet oiseau est parfois considéré comme une sous-espèce : Thamnophilus (doliatus) zarumae du Batara rayé.

## Répartition et habitat
Il vit dans le sud-ouest de l'Équateur et dans le nord-ouest du Pérou. On le trouve dans les zones boisées et les forêts dans les régions arides et semi-arides.